# I love you (河村隆一の曲)
『I love you』（アイラブユー）は、1997年2月21日にリリースされた河村隆一のデビュー・シングル。ロングヒットを記録、売上75.4万枚に達した。

## 収録曲
1. I love you （作詞・作曲：河村隆一/編曲：中村哲・河村隆一）
MVは河村が波打ち際で歌う様子で描かれており、アルバムミックスでは前奏部分に波の音を入れている。
本楽曲は大恋愛の最中、次作の「Glass」は失恋直後に作られたと明かしている[1]。
TBS系全国ネット『COUNT DOWN TV』3月エンディングテーマ。
LUNA SEA終幕後出演した『POP JAM』や『MUSIC FAIR21』でも披露。
2. CIELO （作詞：河村隆一/作曲：Colors・河村隆一/編曲：中村哲・河村隆一）
河村の作品中、カップリング曲で唯一アルバム（バラードベスト『Dear...』）に収録された。
読売テレビ制作・日本テレビ系全国ネット『ダウンタウンデラックス』エンディングテーマ。
3. I love you (piano version)